# Hall of Fame Tennis Championships and the Virginia Slims of Newport 1988
Hall of Fame Tennis Championships 1988 і Virginia Slims of Newport 1988 тенісні турніри, що проходили на кортах з трав'яним покриттям Міжнародної тенісної зали слави в Ньюпорті (США). Належали до Nabisco Grand Prix 1988 і турнірів 3-ї категорії Туру WTA 1988. Чоловічий турнір тривав з 4 до 10 липня 1988 року, жіночий - з 11 до 17 липня 1988 року.

## Фінальна частина

### Одиночний розряд, чоловіки
Веллі Месур —  Бред Дрюетт 6–2, 6–1
- Для Месура це був 1-й титул за рік і 9-й - за кар'єру.

### Одиночний розряд, жінки
Лорі Макніл —  Барбара Поттер 6–4, 4–6, 6–3
- Для Макніл це був 6-й титул за сезон і 16-й — за кар'єру.

### Парний розряд, чоловіки
Келлі Джонс /  Петер Лундгрен —  Скотт Девіс /  Ден Голді 6–3, 7–6
- Для Джонса це був єдиний титул за сезон і 2-й - за кар'єру. Для Лундгрена це був єдиний титул за сезон і 5-й - за кар'єру.

### Парний розряд, жінки
Розалін Феербенк /  Барбара Поттер —  Джиджі Фернандес /  Лорі Макніл 6–4, 6–3
- Для Феербенк це був 1-й титул за рік і 16-й — за кар'єру. Для Поттер це був 1-й титул за рік і 22-й - за кар'єру.